# Campeonato de Irlanda de Rugby 1999-00
El Campeonato de Rugby de Irlanda (oficialmente All-Ireland League) de 1999-00 fue la décima edición del principal torneo de rugby de la Isla de Irlanda, el torneo que agrupa a equipos tanto de la República de Irlanda como los de Irlanda del Norte.

## Sistema de disputa
Cada equipo disputó encuentros frente a cada uno de los rivales a una sola ronda, totalizando 11 partidos.
Luego de la fase regular los cuatro mejores clasificados disputaron una semifinal enfrentándose el primer clasificado frente al cuarto y el segundo frente al tercero.
El último clasificado disputó una promoción frente a un equipo de segunda división.
Puntuación
Para ordenar a los equipos en la tabla de posiciones se los puntuará según los resultados obtenidos.
- 4 puntos por victoria.
- 2 puntos por empate.
- 0 puntos por derrota.
- 1 punto bonus por perder por siete o menos puntos de diferencia.

## Clasificación
| Pos. | Equipo             | Encuentros | Encuentros | Encuentros | Encuentros | Tantos | Tantos | Tantos | Puntos Bonus | Puntos |
| Pos. | Equipo             | PJ         | PG         | PE         | PP         | F      | C      | Dif    | Puntos Bonus | Puntos |
| ---- | ------------------ | ---------- | ---------- | ---------- | ---------- | ------ | ------ | ------ | ------------ | ------ |
| 1.º  | St. Mary's College | 11         | 8          | 0          | 3          | 265    | 121    | +144   | 5            | 37     |
| 2.º  | Terenure College   | 11         | 8          | 0          | 3          | 235    | 229    | +16    | 4            | 36     |
| 3.º  | Lansdowne          | 11         | 7          | 1          | 3          | 265    | 149    | +116   | 4            | 34     |
| 4.º  | Ballymena          | 11         | 7          | 0          | 4          | 267    | 284    | -17    | 5            | 33     |
| 5.º  | Garryowen          | 11         | 6          | 0          | 5          | 245    | 199    | +46    | 7            | 31     |
| 6.º  | Cork Constitution  | 11         | 6          | 0          | 5          | 259    | 259    | 0      | 4            | 28     |
| 7.º  | Young Munster      | 11         | 6          | 0          | 5          | 175    | 243    | -68    | 1            | 25     |
| 8.º  | Shannon RFC        | 11         | 4          | 0          | 7          | 222    | 229    | -7     | 7            | 23     |
| 9.º  | Buccaneers         | 11         | 5          | 0          | 6          | 205    | 196    | +9     | 2            | 22     |
| 10.º | Dungannon          | 11         | 4          | 0          | 7          | 238    | 252    | -14    | 4            | 20     |
| 11.º | DLSP               | 11         | 2          | 1          | 8          | 149    | 235    | -86    | 4            | 14     |
| 12.º | Clontarf           | 11         | 2          | 0          | 9          | 195    | 324    | -129   | 4            | 12     |

## Fase final

### Semifinales
| 13 de mayo de 2000 | St. Mary's College | 32 - 22 | Ballymena |  |  |

| 14 de mayo de 2000 | Terenure College | 13 - 29 | Lansdowne |  |  |

### Final
| 20 de mayo de 2000 | St. Mary's College | 25 - 22 | Lansdowne |  |  |

| Bandera de Irlanda         |
| Campeón St. Mary's College |
| Primer título              |

### Promoción
| 14 de mayo de 2000 | UCD | 40 - 40 | Clontarf |  |  |

| 19 de mayo de 2000 | Clontarf | 16 - 21 | UCD |  |  |

- Clontarf mantiene la categoría para la próxima temporada.